# Patrick Rakovsky
Patrick Rakovsky (* 2. Juni 1993 in Olpe) ist ein deutscher Fußballtorwart. Er steht seit Anfang 2023 bei Phoenix Rising unter Vertrag.

## Karriere
Rakovsky begann mit dem Fußballspielen im sauerländischen Drolshagen, wo er dem SC Bleche-Germinghausen beitrat. Danach spielte er bis 1999 beim FC Schreibershof. Nach dem Umzug seiner Familie im Jahre 1999 nach Tschechien wurde Rakovsky von seinem tschechischen Vater bei FK Dukla Prag angemeldet. Im Jahr 2000 wechselte er für drei Jahre zum Stadtrivalen Sparta Prag. Dann wechselte Rakovsky zu Slavia Prag und kehrte 2004 zu Sparta zurück, da seine Schulausbildung Vorrang hatte. Er wurde mit Spartas U-15 tschechischer Meister. Kurz darauf zog er wieder nach Deutschland und ging in das Jugendinternat des FC Schalke 04. Mit seinem neuen Verein wurde er Westfalenpokalsieger. Mit der U-19 von Schalke 04 wurde er 2011 Vizemeister in der Bundesliga West und erneut Westfalenpokalsieger. In der Saison 2010/11 bestritt Rakovsky 17 Spiele für die A-Jugend der Schalker.
Im Juli 2011 erhielt er beim 1. FC Nürnberg seinen ersten Profivertrag. Er ließ in der Saisonvorbereitung den etatmäßigen zweiten Torwart Alexander Stephan hinter sich. Als sich Nürnbergs Stammkeeper Raphael Schäfer zu Beginn der Saison am rechten Schien- und Wadenbein verletzt hatte, kam Rakovsky am 20. August 2011 im Auswärtsspiel bei Borussia Dortmund zu seinem ersten Bundesligaeinsatz. Beim 0:2 seiner Mannschaft war er zu diesem Zeitpunkt der drittjüngste Fußballtorwart der Bundesligageschichte; nur der Düsseldorfer Frank Kirn und der Dortmunder Eike Immel waren bei ihren Debütspielen noch jünger. Nach zwei Partien verletzte er sich im Training am Finger, was einen operativen Eingriff notwendig machte und ihn für mehrere Wochen außer Gefecht setzte. Er wurde auch noch einmal am 6. November 2011 in der A-Jugend des Clubs eingesetzt. In der Saison 2012/13 kam er vom achten bis zum elften Spieltag auf vier Bundesligaeinsätze.
Nürnbergs Trainer Dieter Hecking bezeichnete Rakovsky als Torhüter der modernen Generation: „Er ist ein spielender Torwart, der stark auf der Linie ist und mit dem Ball umgehen kann.“ 2012 wurde er vom DFB mit der Fritz-Walter-Medaille in Bronze als einer der besten Nachwuchsspieler seiner Altersklasse (U-19) ausgezeichnet.
Rakovsky verfügt über die deutsche, nicht aber über die tschechische Staatsbürgerschaft. Im Jahr 2008 spielte er erstmals für die deutsche U-15-Nationalmannschaft in einem Freundschaftsspiel gegen Polen. Berufungen in weitere DFB-Nachwuchsmannschaften folgten.
Am Ende der Saison 2016/17 endete seine sechsjährige Karriere beim 1. FC Nürnberg. Seit Oktober 2017 ist er bei dem belgischen Verein Lierse SK unter Vertrag.
Nachdem sein Verein Insolvenz anmelden musste, blieb Rakovsky bis Ende des Jahres 2018 vereinslos. Von Januar 2019 bis Ende 2020 bestritt er 58 Pflichtspiele in der finnischen Veikkausliiga beim FC Lahti.
Im Jahr 2021 schloss Rakovsky sich dem Orange County SC an, der in der USL Championship, der zweithöchsten Spielklasse der United States Soccer Federation, spielt.
Am 16. Mai 2021 kam Rakovsky zu seinem ersten Einsatz.
In der Saison 2021 bestritt Rakovsky in der USLC 28 Pflichtspiele und gewann am 29. November 2021 mit Orange County SC den ersten Meistertitel der Vereinsgeschichte. Im Finale der Playoffs besiegte OCSC auswärts die Tampa Bay Rowdies mit 3:1, Rakovsky hielt in der 19. Minute beim Stand von 0:0 einen Elfmeter, was in der Geschichte des USL Championship-Finale das erste Mal war.
Im Januar 2023 verließ er Orange County SC und wechselte innerhalb der USL Championship zu Phoenix Rising. Für Orange County lief er insgesamt in 57 Partien auf, kassierte 80 Tore und ließ in 13 Spielen keinen Gegentreffer zu.

## Erfolge

### Persönliche Auszeichnungen
- Fritz-Walter-Medaille in Bronze (U-19): 2012